# エモンズ郡 (ノースダコタ州)
エモンズ郡（英: Emmons County）は、アメリカ合衆国ノースダコタ州の南部に位置する郡である。2010年国勢調査での人口は3,550人であり、2000年の4,331人から18.0％減少した。郡庁所在地はリントン市（人口1,097人）であり、同郡で人口最大の自治体でもある。

## 歴史
エモンズ郡はノースダコタ州が州になる前の1879年2月にダコタ準州議会の法によって創設されたが、公式には1883年10月16日になって組織化された。この時の郡庁所在地はウィリアムズポートだったが、1889年にリントンに移され現在に続いている。郡名は初期ビスマーク市の商人かつ起業家で、蒸気船を運航していたバージニア州出身のジェイムズ・エモンズ（1845年-1919年）に因んで名付けられた。
郡の最初の入植者はヨーロッパの地方やアメリカ合衆国東部から来た者達だった。最も初期の者はイエーツ砦を除隊した兵士達が多かったが、1880年代に文民が到着するようになった。間もなく2つの大きな民族集団が作られた。すなわちロシアとドイツ双方からのドイツ人（後者はライヒ・ジャーマンと呼ばれた）とアメリカ合衆国東部から来たオランダ人だった。オランダ人は郡南西部のみで生活したが、ドイツ人は郡全体に入った。
開拓者達は郡内に入った時に多くの難関に当たった。その中でも最悪のものはおそらく厳しい気候だった。気温、風邪、雨および雪が季節によって大きく変動し、生活を困難なものにした。厳しい冬の吹雪と夏の雷雨や竜巻が常に脅威になった。不快な気候から身を守るために開拓者達は使えるものなら何でも使って、原始的だが耐候性のある住居を建設した。1852年に最初に建てられた建物はウィノアの町となる場所近くに建てられた丸太小屋だった。プレーリーではどこでも岩が見つけられたが、石造りの建物は建てる時に大きな注意を払う必要性があったために稀なものとなった。最もよくあった住居は芝土の家屋であり、後にプレーリーでの開拓生活と同義語のようになっていった。芝土はプレーリーの草と泥を塊で切り出し、積み上げて壁を形成した。辺りには材木となる木が少なかったので、芝土はこれを解決する効果的な手段となった。その後建築資材が手に入るようになると、この原始的な住居は放棄されて、より現代的な家屋に変わっていった。
別の困難さは交通の問題だった。道路は無く、サウスダコタ州のユーレカに一番近い鉄道駅があったが、40マイル (64 km) 離れていた。交通には馬と荷車が使われるのが通常だった。広大なプレーリーではバッファローの骨を積み上げて道しるべとされることが多かった。橋も無かったのでクリークや水流を渡るのが大変だった。開拓者達は2人一組で旅し、双方の荷馬隊を使って互いの荷車を引かせ水流を渡った。エモンズ郡で最初の橋は1889年になってから建設された。
ミズーリ川がエモンズ郡の西側境界になっている。初期に発展した産業は川を往復する蒸気船のために薪を供給することだった。冬季には川が凍ったので、蒸気船を運航できるのは夏だけだった。橋が無かったので、川を渡るためには渡し舟が必要だった（渡し舟の最後のものは1940年に廃船になった）。艀も川の上り下りに荷物を運ぶために使われた。
エモンズ郡内に現在ある町の歴史はブラドックの街から始まった。1898年に設立され現存する最古の町である。同じ年にブラドックには郡内で初めての鉄道が通った。1899年、地理的な中心に政府を置くという単純な理由でリントンの町の区画が整理された。この町は農夫、弁護士で最初の州検察官にもなったジョージ・W・リンに因んで名付けられた。リントンの人口は1901年までに118人となり、さらに2年後には245人にまで飛躍した。リントンは1906年に村、1914年には町として法人化された。リントンの南10マイル (16 km) には、1902年にトリスボルの町が設立された。しかしそこはドイツ人移民の社会となり、ストラスバーグと改名された。1902年にはまた、ハーグの町もストラスバーグの南東に建設された。現存する町で最後に法人化されたのはヘイゼルトンだった。当時、ノーザン・パシフィック鉄道が、バーリントン・ノーザン鉄道と競合するために、沿線に数多い町を建設しようとしていた。ノーザン・パシフィック鉄道はジョン・ループという男が所有するウィリアムズポートに近い土地に町の区画を開くことに決めた。ヘイゼルトンはジョン・ループの娘、ヘイゼルに因んで名付けられた。
現在はもはや存在していないが、ウィノナが郡内では最古の町だった。ウィノナは1874年に「デビルズ・コロニー」という名前で設立された。この町はイエーツ砦の兵士達や地域の数少ない農夫のために建設された。1880年代、ビスマークとサウスダコタ州ピアの間では最大の町となっていた。郡内で最初の学校が1884年に建設され、郡で最初の新聞が1885年に発行された。1894年には町の人口が200人以上とピークを迎えた。しかしリントンの町が造られたことで、ウィノナの役目が終わり、1900年代初期には忘れ去られた。ウィリアムズポートの町は1883年にアッシュランドから来た一群の人々によって設立された。最初の郡庁所在地はオハイオに置かれた。リントンとヘイゼルトンの町ができると、ウィリアムズポートの人口が移動し、1903年には放棄された。
現在は存在しないその他の町として、リントンの西、ミズーリ川のビーバーベイにあったエモンズバーグがある。1888年に設立され、1912年に放棄された。グレンコーは1883年に郡の北東隅に設立されたが、1930年に放棄された。ウィンチェスターは1884年にリントンの西、ビーバー・クリーク沿いに設立されたが、1909年までに完全に放棄された。ウェストフィールドはオランダ人入植地の中央に1888年に設立された。アイオワ州ウェストフィールドに因んで命名されたが、法人化されることはなかった。ゴッドキンは1902年にリントンの北6マイル (10 km) に設立された。その後テムビクに改名されたが、これは初期開拓者テンペル兄弟とエド・ラービクの名前を合成したものだった。1925年までに人口は200人を超えたが、1930年代の世界恐慌が影響し、アメリカ国道83号線が通らなかったことから落ち目になった。そこの郵便局は1968年に放棄された。1880年代にスウェーデン人やノルウェー人が入植したキンタイアは1908年に設立され、その後放棄された。

## 地理
アメリカ合衆国国勢調査局に拠れば、郡域全面積は1,555平方マイル (4,027.4 km2)であり、このうち陸地は1,510平方マイル (3,910.9 km2)、水域は45平方マイル (116.5 km2)で水域率は2.88％である。

### 主要高規格道路
- アメリカ国道83号線
- ノースダコタ州道11号線
- ノースダコタ州道13号線
- ノースダコタ州道34号線
- ノースダコタ州道1804号線

### 隣接する郡
- バーリー郡 - 北
- キダー郡 - 北東
- ローガン郡 - 東
- マッキントッシュ郡 - 南東
- キャンベル郡 (サウスダコタ州) - 南
- スー郡 - 西
- モートン郡 - 北西

### 国立保護地域
- アップル湖国立野生生物保護区
- スプリングウォーター国立野生生物保護区
- サンバースト湖国立野生生物保護区

## 人口動態
以下は2000年の国勢調査による人口統計データである。
| 基礎データ - 人口: 4,331人 - 世帯数: 1,786 世帯 - 家族数: 1,241 家族 - 人口密度: 1人/km2（3人/mi2） - 住居数: 2,168軒 - 住居密度: 1軒/km2（1軒/mi2） 人種別人口構成 - 白人: 99.05% - アフリカン・アメリカン: 0.05% - ネイティブ・アメリカン: 0.14% - アジア人: 0.16% - 太平洋諸島系: 0.18% - その他の人種: 0.30% - 混血: 0.12% - ヒスパニック・ラテン系: 1.15% 先祖による構成 - ドイツ系：69.2％ - オランダ系：7.5％ - アメリカ人：6.9％ - ノルウェー系：5.1％ 年齢別人口構成 - 18歳未満: 24.8% - 18-24歳: 3.7% - 25-44歳: 22.3% - 45-64歳: 23.6% - 65歳以上: 25.6% - 年齢の中央値:44歳 - 性比（女性100人あたり男性の人口） - 総人口: 101.7 - 18歳以上: 100.9 | 世帯と家族（対世帯数） - 18歳未満の子供がいる: 27.2% - 結婚・同居している夫婦: 61.0% - 未婚・離婚・死別女性が世帯主: 4.4% - 非家族世帯: 30.5% - 単身世帯: 28.4% - 65歳以上の老人1人暮らし: 16.4% - 平均構成人数 - 世帯: 2.38人 - 家族: 2.92人 収入と家計 - 収入の中央値 - 世帯: 26,119米ドル - 家族: 31,857米ドル - 性別 - 男性: 23,235米ドル - 女性: 15,590米ドル - 人口1人あたり収入: 14,604米ドル - 貧困線以下 - 対人口: 20.1% - 対家族数: 14.7% - 18歳未満: 23.4% - 65歳以上: 24.6% |

## 都市と町

### 都市
- ブラドック
- ハーグ
- ヘイゼルトン
- リントン - 郡庁所在地
- ストラスバーグ

注: ノースダコタ州の法人化された自治体は、その大きさに拠らず全て「市」になる

### その他の町
- エモンズバーグ
- グランコー
- キンタイア
- テムビク
- ウィリアムズポート
- ウィンチェスター
- ウィノナ

### 郡区
- キャンベル

### 廃止された郡区
- ブキャナンバレー[7]
- ヘイゼルトン[7]
- リンカーン[7]
- マッカレー[8]
- テル[7]